# Danko Jones (EP)
Danko Jones är den kanadensiska rockgruppen Danko Jones' debut-EP, utgiven 19 maj 1998 på skivbolaget Sonic Unyon Records.

## Låtlista
Alla låtar är skrivna av Danko Jones.
1. "Sugar Chocolate"  – 1:56
2. "Never Again" – 2:20
3. "Big Bed" – 2:07
4. "Hit Song" – 1:23
5. "Fucked Up" – 2:29

## Personal
- John Calabrese - bas
- Danko Jones - sång, gitarr
- Rose Kallal – foto
- Damon Richardson - trummor
- Jerry Teel – tekniker
- Ian Worang – tekniker

### Fotnoter
1. ↑  ”Danko Jones”. Discogs.com. http://www.discogs.com/Danko-Jones-Danko-Jones/release/2928668. Läst 5 maj 2012.